# Leopold I de Lippe
Leopold I de Lippe (Detmold, Alemanya, 2 de desembre de 1767 – 5 de novembre de 1802) va ser príncep de Lippe.
Va nàixer a Detmold, sent fill del comte Simó August de Lippe-Detmold (1727–1782) i la seua segona esposa la princesa Leopoldina d'Anhalt-Dessau (1746–1769).
Va rebre la seua educació a Dessau, i quan va arribar als 18 va anar a estudiar a la Universitat de Leipzig. Va succeir el seu pare com a comte de Lippe-Detmold a la seua mort l'1 de maig de 1782, i va romandre amb el títol de comte fins que Lippe va ser elevat a principat en 1789.
Es va casar amb la princesa Paulina Cristina d'Anhalt-Bernburg (23 de febrer de 1769 – 29 de desembre de 1820), filla de Frederic Albert, príncep d'Anhalt-Bernburg, i Lluïsa Albertina de Schleswig-Holstein, el 2 de gener de 1796 en Ballenstedt. Del matrimoni van nàixer dos fills:
- Príncep Leopold II (1796–1851)
- Príncep Frederic (1797–1854)

Leopold va morir en Detmold i va ser succeït com a príncep pel seu fill major, qui es va convertir en Leopold II.
| Precedit per: Simó August | Comte de Lippe-Detmold 1782 - 1789 | Succeït per: - |